# Márka (marketing)
A márka vagy brand egy termék vagy szolgáltatás minősége, fajtája, amit egy megkülönböztető jel, szimbólum vagy ezek kombinációja, arculati elem, szlogen, márkanév, logó reprezentál, amellyel markánsan megkülönböztethető a termék a piaci versenytársak hasonló termékétől. A márka azonosítja a gyártót vagy forgalmazót is. A köznyelvben a védjegy iparjogi fogalom helyett főleg a márka, márkanév, logó, brand szavakat használják. Azonban a márka közgazdasági, a védjegy viszont jogi fogalom. Magyarországon a védjegyjogot a védjegyek és a földrajzi árujelzők oltalmáról szóló 1997. évi XI. törvény szabályozza.

## A márka fogalma
- A „márka”, vagy újabban a „brand”, meghatározása sok vita tárgya.[3]

Az Amerikai Marketing Szövetség gyakran idézett meghatározása szerint „egy név, kifejezés, jel, szimbólum, dizájn, vagy ezek kombinációja, amelynek célja, hogy egy eladó vagy eladói csoport termékét vagy szolgáltatását azonosítsa, és megkülönböztesse a versenytársakétól”.
A márka szó jelentésének kifejezésére gyakran az angolból átvett brand szót használják. A fogalom összefoglalja egy termék, egy szervezet, akár egy szolgáltatás arculatát, szlogenjét, logóját és mindazt, amit a fogyasztók, alkalmazottak és egyéb érintettek képzelnek a márkanév hallatán az adott termékről, szolgáltatásról, szervezetről (előnyök, értékek, kultúra, közösség). Ezek pozicionálják a piacon a márka helyzetét, ez ad összehasonlítási alapot a konkurensekkel. Ezekkel a képzelt vagy valós értékekkel lesz több, értékesebb a márka.
Az igazi brand felépítése hosszú folyamat, ennek során a szervezetek célja az általuk értékesített termék, szolgáltatás megkülönböztetése a versenytársak termékeitől, szolgáltatásaitól. Az eladások érdekében kívánatosabbá kell váljon a márka a potenciális fogyasztók számára, mint a hasonló kategóriájú, tudású, ízű stb. termék, szolgáltatás, szervezet. Ezért felárat is hajlandó fizetni a vásárló, így a többlet a márkaneveknek önállóan is értéket ad. Vagyis a márka pozíciója miatt versenyelőnyre tesz szert a márkázott termék. A megvásárlással, igénybevétellel extra haszonra tesz szert a felhasználó.
Philip Kotler megfogalmazásában a márka célja, „hogy adott eladó vagy eladók csoportjának termékeit vagy szolgáltatásait azonosítsa és megkülönböztesse őket a versenytársakétól”.
A márkák csoportokba sorolhatók:
- „A” márkák, nemzetközi márkák, jelentős marketingtámogatásban részesülnek;
- „B” márkák, minden olyan kisebb márka, ami alacsony marketingtámogatásban részesül;
- kereskedelmi márkák, az olyan márkák, amelyeket csak azt birtokló kereskedelmi lánc egységeiben lehet megvásárolni.

Papp-Váry Árpád megfogalmazása szerint „a márka egy személy zsigeri érzése egy termékről, szolgáltatásról vagy vállalatról”. (Zsigeri érzés: „mindannyian érzelmi lények vagyunk”; egy ember érzése: „a márka mást és mást jelenthet, ám ezek valahol összeérnek”.)
Az elmúlt években a személyes márka (personal brand) vagy énmárka (me brand) fogalma is általánossá vált. A digitális térben egy adott egyén személyes márkája leginkább egy tudatosan épített reputációnak felel meg, melyet különböző közösségi média felületeken keresztül érzékelhet a külvilág.

## A márkanév
A márkanév olyan szó vagy szóösszetétel, amelyet a márka verbális részének megjelölésére használnak a köznyelvben, illetve a marketing szóhasználatában.
A marketing magyar szaknyelve és a köznyelv a szóból álló megjelöléseket „márkanév”, a jelmondatokat „szlogen” vagy „mottó” szóval illeti, míg az ábra elterjedt neve „logó” vagy „embléma”. A márkanév tehát csupán az egyik márkaelem.

## A márka és a védjegy viszonya
Philip Kotler szerint míg a márka közgazdasági fogalom, addig a védjegy jogi fogalom. A köznyelv és a sajtónyelv a két fogalmat gyakran összemossa, sőt, a földrajzi árujelzőt is márkaként emlegetik.
- „A piaci verseny résztvevői számára igen lényeges annak elkerülése, megelőzése, hogy áruikat (szolgáltatásaikat) összetévesszék másokéval, vagy ami még rosszabb, hogy utánozzák, hamisítsák azokat. A fogyasztó számára a védjegy biztonságot jelent: az egyes áruk és szolgáltatások azonosításának, egymástól való megkülönböztetésének következtében a fogyasztó meggyőződhet arról, hogy olyan terméket vásárolt, amit elvárt. A védjegyoltalom, mint kizárólagos iparjogvédelmi jogosultság, éppen ezt a biztonságot kívánja szolgálni. […] A védjegyoltalom megkönnyíti a jogérvényesítést, mert közhitelesen bizonyíthatóvá tesz olyan tényeket és körülményeket, amelyek a védjegybitorlási eljárásban bizonyítandók. A védjegymenedzsment az a „háttérmunka”, amelynek során egy vállalat gondoskodik az általa használt nevek jogi oltalmáról, az ezekhez fűződő kizárólagos jogok megszerzéséről. A megszerzett jogok adminisztratív fenntartásán túl a vállalatnak fel kell lépnie minden jogsértés ellen, ugyanis ha eltűri, hogy mások is használják a védjegyet az ő engedélye nélkül, az a védjegy megkülönböztető képességének gyengüléséhez, végső esetben a védjegyoltalom megszűnéséhez vezethet. A jól bevezetett védjegy hatalmas vagyoni értéket képvisel, és akár meghatározó szerepet tölthet be egy akvizícióban, vagyis egy vállalatnak egy másik általi felvásárlásában. A védjegyoltalom megsértése számos polgári jogi, vámjogi, illetve büntetőjogi következménnyel járhat.”[11]
- Adott márka egy vagy több védjegy formájában is oltalom alatt állhat egyidejűleg. A márka és a védjegy tehát csak részben fedik egymást.
- Törőcsik Mária megfogalmazása szerint „A védjegy olyan márka vagy márkaelem, ami jogi oltalmat élvez, és kizárólagosan a védjegy birtokosa használhatja.”
- Papp-Váry Árpád hangsúlyozza, hogy „a marketingben mindent a fogyasztó oldaláról kell megközelíteni. Márpedig ahogy arra Cheverton is rámutat, […] a márka „működésének javát a fejünkben végzi”. A zavar abból fakad, hogy sokan a márka alatt a védjegyet (trade markot) vagy a logót (szimbólumot, emblémát, monogramot) értik. Pedig a márka valami sokkal kevésbé megfogható, mint az előzőek. Mert nemcsak az áru képét jelenti, hanem önmagunkét is”.[12]

## A márkanév jogi oltalma
Amennyiben a márkanév védjegyoltalom alatt áll, szóvédjegynek nevezik. A márkanév sohasem azonos a  cégnévvel, mivel kötelező, hogy a cégnév a cégformára  (Zrt., Kft. stb.) utaló elemet is tartalmazzon. Gyakori ugyanakkor, hogy a márkanév a cégnév vezérszava. A köznyelv ezen túlmenően márkanévként emlegeti a földrajzi árujelzőket is (pl. a tokaji bor).

## A márkanév funkciói
A márkanév mint verbális elem az alábbiakra utalhat:
1. A termék (szolgáltatás) sajátos, a termelőhöz vagy a kereskedőhöz kötődő neve;
2. a terméket előállító vagy a szolgáltatást nyújtó cég neve.

Ez az utalás nem jelent azonosságot. Ha a márkanév azonosul a fogyasztó tudatában a termék nevével (pl. walkman), többé már nem kötődik konkrét termelőhöz/kereskedőhöz stb., ezért a fogyasztó nem törődik azzal, ki a tényleges gyártó – döntésében nem az ilyen márkanév imázsának, hanem más tényeknek (pl. ár, egyéb előnyök) játszanak döntő szerepet.
Ugyancsak előfordulhat, hogy a fogyasztók tévesen cégnévként fogják fel a márkanevet (pl. „Mercedes cég” Daimler AG helyett vagy „Subaru cég” Fuji Heavy Industries helyett).

## A márkanevek helyesírása
Az AkH. 193. és 194. szabálya, a márkanevek helyesírásáról szól. Az utóbbi időben egyre többen érdeklődnek a márkanevek helyes írásmódja iránt, beleértve kis- vagy nagy kezdőbetűt, a magyar fonetika szerinti írásmódot stb.
A márkanevek
193. Gyártmányoknak, termékeknek, készítményeknek márkanévként használt elnevezését, annak minden tagját nagy kezdőbetűvel írjuk: Ultra (mosópor), Trabant (gépkocsi), Fabulon (arckrém), Vegacillin (gyógyszer); Alfa Romeo (gépkocsi), Coca-Cola (üdítőital) stb. A nem márkanévként használt, többnyire a termék anyagára vagy származási helyére utaló nevekben a tagokat kis kezdőbetűvel írjuk: narancsital, meggylé; kecskeméti barack, tokaji bor stb. – Címkén, hirdetésen stb., alakulatkezdő helyzetben az első tagot természetesen nagybetűvel kezdjük: Kecskeméti barack stb.
194. Ha a márkanév után tájékoztatásképpen odatesszük a típust, a dolgot jelölő szót is, a kettő közé nem teszünk kötőjelet: Omnia kávé, Panangin tabletta, Odol fogkrém; Tomi Mat mosópor stb. (Vö. 183.)

## A márkaépítés
Legelőször a márkanév kitalálása, képi megjelenítése után jogilag kell levédeni azt. Védjegyoltalomban kell részesíteni a márkát, ez biztosítja a márka használatához való kizárólagos jogot.
Az első feladatok közé tartozik a fogyasztók és konkurensek elemzése, a célcsoport meghatározása, majd a pozicionálás következik. Ennek eredményeként megkülönböztetésre kerül a termék a versenytársak termékeitől. Az egyik első lépés a jelenlét. Ismertté kell váljon a márkanév, a vásárlói igényeknek megfelelően kell ezt megvalósítani. Egy sikeres márkának a kommunikációnak megfelelően ki kell tudnia elégítenie a fogyasztó igényeit és adjon valami értéktöbbletet is. Így fog idővel kialakulni a márkahűség, ami leegyszerűsíti a vásárló döntését, és megtörténik az újravásárlás. Sikeresnek akkor nevezhető a márkaépítés, ha a márkanév meghallása után a potenciális fogyasztók be tudják azonosítani a fogalom mögött levő terméket, szolgáltatást, szervezetet. Eredményesnek akkor, ha a vásárló hajlandó a többletet kifizetve vásárolni, és amikor újra szükséglet lép fel nála, akkor ismét ugyanazt a márkát választja. A márkáknak is van életútjuk, így lehetséges a két szint között is márkákat azonosítani.

## A márkaépítés eszközei
- arculattervezés
- reklám
- public relations
- merchandising
- promóció (marketing)
- szponzoráció
- mecenatúra
- franchise

Vannak vállalatok, akik sikeresebbek a márkaérték növelésben, kiterjesztésében. Ilyen például a Disney cég (pl. Micimackó brand), vagy a Coca-Cola (a sima és a light termékeivel).
Egy brand az ismertség alapján lehet globális, nemzetközi, országos, regionális.

## A márkák kialakulása
Évezredes múltra tekinthet vissza az a szokás, hogy a termelők az árujuk azonosítása érdekében azokat jelekkel látják el. A magyar nyelvben is elterjedt „brand” szó például arra utal, hogy szarvasmarháikat a tenyésztők billogozták, vagyis a jelet az állat szőrébe beégették. Több évszázadra tekinthet vissza a mesterjegyek, a porcelánjegyek és más azonosítók alkalmazása.

## A márkázás funkciói
- összekapcsolja a terméket a márkanévvel
- a fogyasztó a jó minőségű terméket a márkával köti össze, a termékhez jelentős értéket adhat hozzá, garantálja a minőséget
- utal a termék jellegére, sajátosságaira, előnyeire
- megkülönböztet a konkurensektől[18]

## Márkák a közösségi oldalakon
Az új évezred egyik nagy kihívása és lehetősége is a brandeknek, hogy miként tudják használni a közösségi hálózatokat (Facebook, Iwiw, Linkedin stb.). Ezeken a platformokon be lehet vonni a fogyasztókat közvetlenül a márkaépítésbe. Hosszú távú közvetlen kapcsolatot lehet kiépíteni, ezzel a márkahűséget lehet erősíteni.
A legnépszerűbb brandek a Facebookon, a számok a márkák oldalát lájkoló felhasználók számát jelentik, a listák a 2012. május eleji állapotot tükrözik:
1. Coca-Cola	41.653.940
2. Starbucks	29.922.676
3. Converse	29.914.846
4. Red Bull	28.009.817
5. Oreo		26.230.472
6. PlayStation	22.602.455
7. Skittles	21.803.835
8. iTunes		21.544.250
9. Angry Birds	19.335.608
10. McDonald's	19.311.137

Magyarországon következő a sorrend az oldalt követők száma alapján:
1. Extreme Silver	947.500
2. Túró Rudi	635.422
3. Norbi Update	439.288
4. Milka		404.506
5. utazom.com	392.509
6. MyPromo.Hu	331.794
7. Bónusz Brigád	312.088
8. RetroJeans	125.902
9. Pek-Snack	123.863
10. Coke Club	113.006

## Márkaérték
A mai felfogás szerint a márka önmagában is érték. Évente az Interbrand tanácsadó cég egy rangsort állít fel a globális márkákból, a márka becsült értéke alapján. Ezen márkáknak legalább 3 földrészen jelen kell lenniük.
2011 legértékesebb márkái:
1. Coca-Cola
2. IBM
3. Microsoft
4. Google
5. GE
6. McDonald's
7. Intel
8. Disney
9. HP

2013 legértékesebb márkái:
1. Apple
2. Google
3. Coca-Cola
4. IBM
5. Microsoft
6. GE (General Electric)
7. McDonald's
8. Samsung
9. Intel

A márkaértéket meghatározzák következő tényezők:
- Márkanév ismertsége;
- márkahű fogyasztók;
- érzékelhető minőség;
- a márkához köthető asszociációk.

## Az országmárkázás
Papp-Váry Árpád 2007-es disszertációjában részletesen foglalkozott az országmárkázás fogalmával és követelményrendszerével.

## Márkák elismerése
Vannak olyan pályázatok, amelyek célja adott márkák elismerése, kitüntetése. Ezek közül a legfontosabbak a Superbrands és a MagyarBrands.

### A MagyarBrands
„A Superbrands Magyarország Szakértői Bizottsága és vezetői mind nagyobb szükségét látták, hogy a hazai termékekre kiemelt figyelmet fordítsanak, ezért 2010-ben életre hívták a MagyarBrands programot.
A MagyarBrands szakmai elnevezés, a legkiválóbb hazai márkák minősítését és bemutatását célul kitűző program. Tapasztalataink alapján, a magyar fogyasztók számára mindinkább fontos, hogy az általuk megvásárolt árukkal hozzájáruljanak a hazai vállalatok, és ezzel Magyarország gazdaságának fejlődéséhez is.
A MagyarBrands célja olyan magyar vonatkozású márkák díjazása, amelyek a magyar vállalkozások méltó képviselői lehetnek hazánkon kívül is. A MagyarBrands márkákhoz kapcsolt értékek olyan kézzelfogható előnyt jelentenek a magyar és nemzetközi piacon, amelyek révén a termékek megbízhatósága és elismertsége növekszik a vásárlók szemében.”